# František Koronczi
František Koronczi [koronci] (* 14. června 1952) je bývalý slovenský fotbalista, útočník. Po skončení aktivní kariéry působí jako fotbalový funkcionář.

## Fotbalová kariéra
V československé lize hrál za Inter Bratislava a Jednotu Trenčín. Nastoupil v 71 ligových utkáních a dal 20 gólů. Do Interu přišel z TJ Mostáreň Brezno.

## Ligová bilance
| Ročník                                   | Zápasy | Góly | Klub             |
| ---------------------------------------- | ------ | ---- | ---------------- |
| 1. československá fotbalová liga 1971/72 | 9      | 2    | Inter Bratislava |
| 1. československá fotbalová liga 1976/77 | 18     | 5    | Jednota Trenčín  |
| 1. československá fotbalová liga 1977/78 | 26     | 7    | Jednota Trenčín  |
| 1. československá fotbalová liga 1978/79 | 18     | 6    | Jednota Trenčín  |
| CELKEM 1. liga                           | 71     | 20   |                  |